# Källskatt
Källskatt infördes i Sverige 1 januari 1947 samtidigt med personnumret för att en arbetsgivare vid lönebetalning då fick en skyldighet att göra skatteavdrag för preliminär skatt från en anställds bruttolön och betala in beloppet till Skatteverket. Eftersom denna skatt dras vid källan till inkomsten har den även fått benämningen källskatt.
I Finland används benämningen ibland för så kallade "begränsat skattskyldiga". Det vill säga sådana som arbetar tillfälligt och betalar skatt i Finland. De omfattas då av speciella regler och betalar oftast en högre skatt, 35 procent.

## Inkomstskatt i olika länder
De flesta utvecklade länder har ett system för källskatt på löner. I vissa länder kräver subnationella myndigheter löneavdrag så att både nationella och subnationella skatter kan innehållas.
I USA, Kanada, och andra länder, kräver den federala regeringen och de flesta delstats- eller provinsregeringar och vissa lokala myndigheter sådan innehållning av inkomstskatt på arbetsgivares betalningar till anställda. En individs inkomstskatt för året fastställs i allmänhet när han eller hon lämnar in en skattedeklaration efter årets slut. I USA omfattar källskatterna federal inkomstskatt, socialförsäkringsskatt och Medicare-skatt, statlig inkomstskatt och vissa andra avgifter som tas ut av flera delstater. Regeringen använder dessa pengar för att finansiera en rad olika program och tjänster för medborgarna, inklusive men inte begränsat till nationellt försvar, infrastruktur, utbildning och hälsovård.
Storbritannien och vissa andra jurisdiktioner tillämpar ett källskattesystem som kallas pay-as-you-earn (PAYE), även om termen "källskatt" inte ofta används i Storbritannien. Till skillnad från många andra system för skatteuppbörd syftar PAYE-system i allmänhet till att samla in hela den anställdes skatteskuld genom systemet för skatteuppbörd, vilket gör skattedeklarationen i slutet av året överflödig. Skattebetalare med mer komplicerade skattefrågor måste dock lämna in skattedeklarationer. 
Australien har ett PAYG-system (pay-as-you-go), som liknar PAYE. Systemet gäller endast på federal nivå eftersom enskilda stater inte tar ut inkomstskatt.